# 1877
1877 (MDCCCLXXVII) je bilo navadno leto, ki se je po gregorijanskem koledarju začelo na ponedeljek, po 12 dni počasnejšem julijanskem koledarju pa na soboto.

## Rojstva
- 7. februar - Godfrey Harold Hardy, angleški matematik († 1947)
- 4. marec - Garrett Morgan, ameriški izumitelj († 1963)
- 16. marec - Pavel Bermondt-Avalov, častnik Ruske carske armade in kozaški pustolovec-vojskovodja († 1973)
- 21. julij - Hatano Seiči [Hatano Seiichi], japonski filozof in religiolog († 1950)
- 11. september - sir James Hopwood Jeans, angleški matematik, fizik, astronom († 1946)
- 25. oktober - Henry Norris Russell, ameriški astronom, astrofizik († 1957)
- 9. november - Muhammad Iqbal, indijski muslimanski filozof in pesnik († 1938)
- 25. december - Emil Adamič, slovenski skladatelj, dirigent, publicist, kritik († 1936)

## Smrti
- 15. februar - Štefan Selmar, madžarsko-slovenski pisatelj (* 1820)
- 3. junij - Ludwig Ritter von Köchel , avstrijski pravnik, muzikolog, skladatelj, botanik, založnik in avtor Mozartovega kataloga del (* 1800)
- 23. september - Urbain-Jean Joseph Le Verrier, francoski astronom, matematik (* 1811)
- 23. december - Thomas Wright, angleški starinoslovec, pisatelj (* 1810)